# PSV Melveren
PSV Melveren was een Belgische voetbalclub uit Melveren. De club had 7952 als stamnummer en had paars en wit als clubkleuren.

## Geschiedenis
PSV Melveren werd opgericht in 1972, de club beleefde haar hoogdagen in 1ste provinciale. De  volledige naam van de club is Parochiale Sport Vereniging Melveren. In 2008 fuseerde PSVM vrijwillig met Basiliek Jongens Kortenbos Sint-Truiden, beter bekend als BJK Sint-Truiden. De fusie was aantrekkelijk voor beide clubs omdat PSV Melveren genoeg spelers en bestuursleden had, maar ze hadden een slechte accommodatie. BJK had een goede accommodatie, maar te weinig spelers en bestuursleden. De 2 clubs vormde samen VKM Sint-Truiden, in 2016 veranderde deze club haar naam in Jong Sint-Truiden.

## Resultaten
| Seizoen                                                                                               | Klasse | Klasse | Klasse | Klasse | Klasse | Klasse | Klasse | Klasse | Klasse | Reeks               | Punten | Opmerkingen           |
| | I      | I      | II     | III    | IV     | P.I    | P.II   | P.III  | P.IV   |                     |        |                       |
| --- | ------ | ------ | ------ | ------ | ------ | ------ | ------ | ------ | ------ | ------------------- | ------ | --------------------- |
| 2004/05                                                                                               |        |        |        |        |        |        | 6      |        |        | Tweede prov. Lim. C | 45     |                       |
| 2005/06                                                                                               |        |        |        |        |        |        | 2      |        |        | Tweede prov. Lim. C | 55     |                       |
| 2006/07                                                                                               |        |        |        |        |        |        | 5      |        |        | Tweede prov. Lim. A | 50     | verloren in eindronde |
| 2007/08                                                                                               |        |        |        |        |        |        | 14     |        |        | Tweede prov. Lim. B | 32     |                       |
| Fusie met BJK Sint-Truiden, nieuwe club gaat onder de naam VKM Sint-Truiden (later Jong Sint-Truiden) |        |        |        |        |        |        |        |        |        |                     |        |                       |